# Praestigia
Praestigia is een geslacht van spinnen uit de familie hangmatspinnen (Linyphiidae).

## Soorten
De volgende soorten zijn bij het geslacht ingedeeld:
- Praestigia duffeyi Millidge, 1954
- Praestigia eskovi Marusik, Gnelitsa & Koponen, 2008
- Praestigia groenlandica Holm, 1967
- Praestigia kulczynskii Eskov, 1979
- Praestigia makarovae Marusik, Gnelitsa & Koponen, 2008
- Praestigia pini (Holm, 1950)
- Praestigia sibirica Marusik, Gnelitsa & Koponen, 2008
- Praestigia uralensis Marusik, Gnelitsa & Koponen, 2008